# Juan Eduardo Prieto
Juan Eduardo Prieto Correa (8 de noviembre de 1984) es un político e ingeniero chileno. Fue Delegado Presidencial de la Región del Maule.

## Biografía

### Estudios
Se graduó de ingeniero comercial en la Universidad Andrés Bello y obtuvo un diploma en Ventas Estratégicas y Marketing en la Pontificia Universidad Católica de Chile.

### Carrera profesional
Desde el año 2013 hasta el año 2018 se desempeñó como director comercial de Diarios en Red, en 2022 volvió con el cargo de director. Fue jefe de la sede Talca para la organización de la Copa Mundial de Fútbol Sub-17 de 2015.

### Carrera pública
Durante los años 2012 y 2013 fue jefe de la Unidad de Proyectos Corporativos y coordinador territorial de la Agenda Innovación en Corfo.En 2018 fue designado como seremi de Desarrollo Social de la Región del Maule hasta ser nombrado Intendente de la región del Maule. El presidente de Chile Sebastián Piñera designó a Juan Eduardo Prieto como Intendente de la Región del Maule en junio de 2020. El cargo había quedado vacante tras la renuncia de Pablo Milad.Desde 2021 hasta 2022 se desempeñó como Delegado Presidencial Regional del Maule.
En marzo de 2024 anunció su candidatura a las elecciones para Gobernador Regional por la Región del Maule.Luego de infructíferas negociaciones con Chile Vamos terminó declarando su candidatura como independiente en cupo del Partido Republicano.